# Marcin Czechowic
Marcin Czechowic (ou Martin Czechowic) est un théologien protestant, un des principaux représentants de l'unitarisme polonais de la Petite Église polonaise, né vers 1532 à Zbąszyń, et mort en 1613 à Lublin.

## Biographie
Marcin Czechowic est né vers 1532 à Zbąszyń (en allemand : Bentschen). Jeune homme, il a étudié à Poznań et à l'Université de Leipzig, a été ordonné prêtre catholique et a ensuite exercé à Kórnik (en allemand : Kurnik). Dès le début de son ministère, il entre en contact avec les idées réformatrices et adopte d'abord des positions luthériennes et plus tard calvinistes.
En 1555, il se tourne brièvement vers les Frères bohémiens, une branche des Hussites, qui forment alors des communautés en Pologne quand il s'est installé à Vilnius, en Lituanie. Il en devenu, en 1559, professeur de la communauté réformée locale et a travaillé pour la famille Radziwiłł. Dans le même temps, un différend s'est développé au sein des Églises réformées polonaises et lituaniennes sur la Trinité, qui finissent par rompre, entraînant la formation des anabaptistes - église antitrinitaire anabaptiste des frères polonais (Ecclesia reformata mineur).
Jean Calvin et Giorgio Biandrata, représentants de la partie trinitaire du protestantisme, ont accusé d'hérésie Marcin Czechowic quand le prince lituanien Mikołaj Radziwiłł l'a envoyé à Genève pour servir de médiateur entre les deux. La rencontre avec Calvin a conduit à Czechowic à se détourner du calvinisme. Pendant son voyage de retour en Lituanie, il est entré en contact avec les Huttériens vivant en Moravie et a adopté des thèses anabaptistes telles que le rejet du baptême des enfants et de la violence armée. En 1564, il rejoint finalement les Frères polonais.
Entre 1570 et 1598, il a travaillé comme pasteur de la communauté unitarienne de Lublin, où il a travaillé avec le théologien Jan Niemojewski. Marcin Czechowic a également travaillé sur une traduction polonaise du Nouveau Testament qu'il a publiée en 1577 à Cracovie. Contrairement à Szymon Budny, Marcin Czechowic s'appuyait uniquement sur des textes grecs.
Marcin Czechowic représentant la communauté de Lublin s'est rapproché de Piotr de Goniądz et Grzegorz Paweł de Brzeziny de la communauté de Cracovie et ont adopté un parti radical et pacifiste. Leurs positions radicales ont conduit à fonder à Raków, sur une terre offerte par Jan Sienieński, une communauté de dissidents distincte de celles de Lublin et de Cracovie, mais proche par la doctrine, dans laquelle s'est installé Grzegorz Paweł dans le but de préparer pacifiquement sur terre une Jérusalem, caractéristique de l'anabaptisme spiritualiste. Les membres de cette communauté sont pacifistes et collectivistes. En 1575, Marcin Czechowic et Jan Niemojewski, déçus par l'expérience ont quitté cette communauté.
Dans les années 1572 à 1575, à la suite de la guerre de Livonie (1569-1572), des conflits se sont développés entre ces deux factions unitariennes sur la légitimité de la violence. D'un côté celles de Lublin et Cracovie prêchent leur zèle évangélique dans une position pacifiste radicale, et, de l'autre, la communauté de Lituanie sous l'autorité morale de Szymon Budny et de Jacobus Palaeologus favorable à une position moins radicale.
La théologie de Marcin Czechowic a été façonnée par les thèses d'Érasme de Rotterdam et des pères de l'église paléochrétienne tels que Tertullien et Lactance. En tant qu'unitariste et anabaptiste, il représentait des positions pacifistes. Il voyait dans le Christ un homme par sa naissance, mais sans péché, participant à la divinité du Père, et qui devait être adoré. Son anabaptiste et son pacifisme évangélique le conduisait à refuser toute charge civile. Il rejetait la Trinité et le baptême des enfants. Il s'est tourné vers les Unitariens mais aussi contre les pacifistes nonadorantistes. Ses positions théologiques l'ont conduit à demander à l'abolition du servage.
Quand Fausto Sozzini demande son admission parmi les Frères polonais, elle lui est refusée par Marcin Czechowic et Jan Niemojewski qui dirigent la communauté parce que ses positions s'écartent sur plusieurs points des leurs, en particulier par son refus de la satisfaction du Christ, de la justification sans les œuvres, de la restriction du libre-arbitre et du baptême par immersion. Il va cependant participer aux discussions du synode de Brest, en 1588. Il s'est opposé au Nonadorantisme et au Chiliasme, combat les tentations de judaïsme ou d'épicurisme de certains Frère polonais. Progressivement les tendances anabaptistes de l' Ecclesia Minor vont s'affaiblir au point de voir les thèses de  Marcin Czechowic être condamnées. La jeune génération va partager les thèses d'un évangélisme rationaliste de Fausto Sozzini.

## Publications
- Nowy Testament, éditeur Alexius Rodecki, Cracovie, 1577. Ce n'est pas exactement une traduction du Nouveau Testament de la Bible protestante calviniste parue à Brest en 1563 à l'initiative de Nicolas Christophe Radziwill (1515-1565) mais une correction pour la rendre compatible avec les enseignements de la Petite Église polonaise à partir du texte grec. Seuls environ 80 exemplaires de la Bible de Brest n'ont pas été détruits par son fils Nicolas Christophe Radziwiłł (1549–1616) (lire en ligne)
- De paedobaptistarum errorum origine et de ea opinione, qua infantes baptizandos esse in prima nativitatis eorum exortu creditur, Lublin, 1575, dénonciation de quatorze erreurs sur des défenseurs du baptême des enfants.
- Rozmowy Chrystiańskie o Tajemnicach Wiaru, Raków, 1575, où il s'efforce de montrer que les objections des Juifs à Jésus en tant que Messie sont infondées. Le Rabbin Jacob Nachman de Bełżyce a écrit une défense intitulée Odpis Jacoba Zyda z Belzyc na Dialogi Marcina Czechowiza, Lublin, 1581. Marcin Czechowic a répondu aux arguments de Jacob Nachman dans Vindiciæ Duorum Dialogorum Contra Jacobum Judæum de Belzyce
- Epistomium na wędzidło jego miłości księdza Hieronima Powodowskiego, Cracovie, 1583, dans laquelle il affirme que les écritures chrétiennes sont la seule règle infaillible

## Sources
- (de) Cet article est partiellement ou en totalité issu de l’article de Wikipédia en allemand intitulé « Martin Czechowic » (voir la liste des auteurs).